# Canville-les-Deux-Églises
Canville-les-Deux-Églises is een gemeente in het Franse departement Seine-Maritime (regio Normandië) en telt 299 inwoners (1999). De plaats maakt deel uit van het arrondissement Rouen.

## Geografie
De oppervlakte van Canville-les-Deux-Églises bedraagt 5,8 km², de bevolkingsdichtheid is 51,6 inwoners per km².

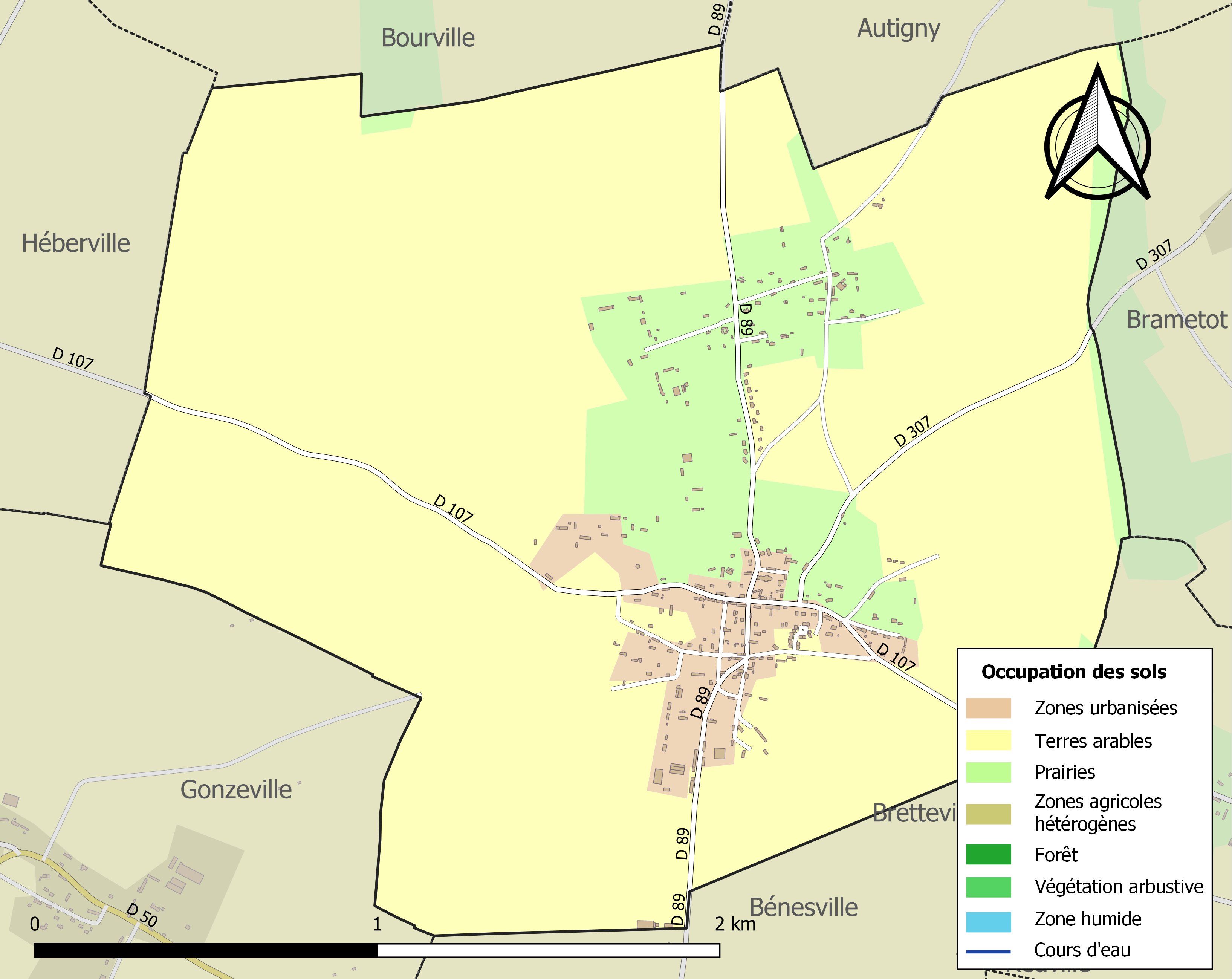
Kaart van de gemeente met de belangrijkste infrastructuur, bodemgebruik en omliggende gemeenten

## Demografie
Onderstaande figuur toont het verloop van het inwonertal (bron: INSEE-tellingen).